# Luis Vallenilla
Luis José Vallenilla Pacheco (Caracas, Distrito Federal, Venezuela, 13 de marzo de 1974) es un exfutbolista venezolano que jugaba como defensa y su último equipo fue Mineros de Guayana de la Primera División de Venezuela. 

## Selección nacional
Ha sido internacional con la Selección de fútbol de Venezuela en 77 ocasiones y ha marcado un gol.
| Copa América      | Juegos | Goles |
| ----------------- | ------ | ----- |
| Copa América 1997 | 3      | 0     |
| Copa América 2001 | 1      | 0     |
| Copa América 2004 | 3      | 0     |

## Clubes
| Club                              | País      | Año         | Goles |
| --------------------------------- | --------- | ----------- | ----- |
| Trujillanos Fútbol Club           | Venezuela | 1997 - 1998 |       |
| Estudiantes de Mérida Fútbol Club | Venezuela | 1998        | 2     |
| Caracas Fútbol Club               | Venezuela | 1999        |       |
| ULA FC                            | Venezuela | 2000 - 2000 | 3     |
| Deportivo Táchira                 | Venezuela | 2001 - 2002 | 3     |
| Caracas Fútbol Club               | Venezuela | 2002 - 2004 |       |
| Club Olimpo                       | Argentina | 2004 - 2005 | 1     |
| Deportivo Cuenca                  | Ecuador   | 2005        |       |
| Mineros de Guayana                | Venezuela | 2005 - 2006 | 3     |
| Unión Atlético Maracaibo          | Venezuela | 2006 - 2007 | 2     |
| Nea Salamis FC                    | Chipre    | 2007 - 2008 |       |
| Mineros de Guayana                | Venezuela | 2008 - 2016 |       |

Marca gol en la liberadores del año 98 con estudiantes de merida ante la participación contra nacional de Uruguay 

## Títulos
| Título                   | Club       | Año       |
| ------------------------ | ---------- | --------- |
| Campeón Primera División | Caracas FC | 2003-2004 |